# Voi ma mút
Chi Voi ma mút hay chi Voi lông dài (danh pháp khoa học: Mammuthus) là một chi voi cổ đại đã bị tuyệt chủng. Tồn tại ở thế Pliocen, vào khoảng 4,8 triệu năm đến 4.500 năm trước. Có đặc điểm lông dài (xấp xỉ 50 cm), rậm (hơn so với voi hiện tại), ngà dài và cong (hoá thạch ở Siberia có ngà dài 3,5 m), răng voi ma mút rất dài, cong quặp vào trong, dài nhất tới 5 cm, chân sau ngắn nên trọng tâm toàn thân nghiêng về phía sau, vai nhô cao. Chân chỉ có 4 ngón (kém 1 ngón so với voi hiện nay), da dày. Voi ma mút có răng lớn, sắc cạnh, thích hợp cho nghiền nát cỏ. Vòi của voi ma mút có hai chỗ lồi giống như ngón tay, một ở phía trước và một ở phía sau, giúp chúng dễ dàng túm lấy cỏ. Da màu đen, nâu và nâu đỏ, lông vàng, cao từ 3 đến 3,3 m.

## Tiến hóa
Các động vật có vòi (Proboscidea) sớm nhất đã biết, nhánh chứa các loài voi, đã tồn tại khoảng 55 triệu năm trước (Ma) trong khu vực ven biển Tethys. Các họ hàng gần nhất của Proboscidea là bò biển và đa man (đề thỏ). Họ Elephantidae được biết là đã tồn tại khoảng 6 Ma tại châu Phi, và bao gồm các loài voi còn sinh tồn cũng như voi ma mút. Trong số nhiều nhánh hiện nay đã tuyệt chủng thì voi răng mấu (Mammut) chỉ là họ hàng xa của voi ma mút và là một bộ phận của họ Mammutidae tách biệt đã tách ra khoảng 25 Ma trước khi voi ma mút tiến hóa.
Biểu đồ sau chỉ ra vị trí của chi Mammuthus trong số các loài động vật có vòi, dựa theo các đặc trưng xương móng:
|  | Loxodonta (voi châu Phi)                   |
|  |                                            |
|  | †Palaeoloxodon (straight-tusked elephants) |
|  |                                            |

|  | Elephas (voi châu Á)    |
|  |                         |
|  | †Mammuthus (voi ma mút) |
|  |                         |

|  | Loxodonta (voi châu Phi)                   |
|  |                                            |
|  | †Palaeoloxodon (straight-tusked elephants) |
|  |                                            |

|  | Elephas (voi châu Á)    |
|  |                         |
|  | †Mammuthus (voi ma mút) |
|  |                         |

|  | Loxodonta (voi châu Phi)                   |
|  |                                            |
|  | †Palaeoloxodon (straight-tusked elephants) |
|  |                                            |

|  | Elephas (voi châu Á)    |
|  |                         |
|  | †Mammuthus (voi ma mút) |
|  |                         |

|  | Loxodonta (voi châu Phi)                   |
|  |                                            |
|  | †Palaeoloxodon (straight-tusked elephants) |
|  |                                            |

|  | Elephas (voi châu Á)    |
|  |                         |
|  | †Mammuthus (voi ma mút) |
|  |                         |

|  | Loxodonta (voi châu Phi)                   |
|  |                                            |
|  | †Palaeoloxodon (straight-tusked elephants) |
|  |                                            |

|  | Elephas (voi châu Á)    |
|  |                         |
|  | †Mammuthus (voi ma mút) |
|  |                         |

|  | Loxodonta (voi châu Phi)                   |
|  |                                            |
|  | †Palaeoloxodon (straight-tusked elephants) |
|  |                                            |

|  | Elephas (voi châu Á)    |
|  |                         |
|  | †Mammuthus (voi ma mút) |
|  |                         |

|  | Loxodonta (voi châu Phi)                   |
|  |                                            |
|  | †Palaeoloxodon (straight-tusked elephants) |
|  |                                            |

|  | Elephas (voi châu Á)    |
|  |                         |
|  | †Mammuthus (voi ma mút) |
|  |                         |

|  | Loxodonta (voi châu Phi)                   |
|  |                                            |
|  | †Palaeoloxodon (straight-tusked elephants) |
|  |                                            |

|  | Elephas (voi châu Á)    |
|  |                         |
|  | †Mammuthus (voi ma mút) |
|  |                         |

|  | Loxodonta (voi châu Phi)                   |
|  |                                            |
|  | †Palaeoloxodon (straight-tusked elephants) |
|  |                                            |

|  | Elephas (voi châu Á)    |
|  |                         |
|  | †Mammuthus (voi ma mút) |
|  |                         |

|  | Loxodonta (voi châu Phi)                   |
|  |                                            |
|  | †Palaeoloxodon (straight-tusked elephants) |
|  |                                            |

|  | Elephas (voi châu Á)    |
|  |                         |
|  | †Mammuthus (voi ma mút) |
|  |                         |

|  | Loxodonta (voi châu Phi)                   |
|  |                                            |
|  | †Palaeoloxodon (straight-tusked elephants) |
|  |                                            |

|  | Elephas (voi châu Á)    |
|  |                         |
|  | †Mammuthus (voi ma mút) |
|  |                         |

|  | Loxodonta (voi châu Phi)                   |
|  |                                            |
|  | †Palaeoloxodon (straight-tusked elephants) |
|  |                                            |

|  | Elephas (voi châu Á)    |
|  |                         |
|  | †Mammuthus (voi ma mút) |
|  |                         |

|  | Loxodonta (voi châu Phi)                   |
|  |                                            |
|  | †Palaeoloxodon (straight-tusked elephants) |
|  |                                            |

|  | Elephas (voi châu Á)    |
|  |                         |
|  | †Mammuthus (voi ma mút) |
|  |                         |

|  | Loxodonta (voi châu Phi)                   |
|  |                                            |
|  | †Palaeoloxodon (straight-tusked elephants) |
|  |                                            |

|  | Elephas (voi châu Á)    |
|  |                         |
|  | †Mammuthus (voi ma mút) |
|  |                         |

|  | Loxodonta (voi châu Phi)                   |
|  |                                            |
|  | †Palaeoloxodon (straight-tusked elephants) |
|  |                                            |

|  | Elephas (voi châu Á)    |
|  |                         |
|  | †Mammuthus (voi ma mút) |
|  |                         |

|  | Loxodonta (voi châu Phi)                   |
|  |                                            |
|  | †Palaeoloxodon (straight-tusked elephants) |
|  |                                            |

|  | Elephas (voi châu Á)    |
|  |                         |
|  | †Mammuthus (voi ma mút) |
|  |                         |

|  | Loxodonta (voi châu Phi)                   |
|  |                                            |
|  | †Palaeoloxodon (straight-tusked elephants) |
|  |                                            |

|  | Elephas (voi châu Á)    |
|  |                         |
|  | †Mammuthus (voi ma mút) |
|  |                         |

|  | Loxodonta (voi châu Phi)                   |
|  |                                            |
|  | †Palaeoloxodon (straight-tusked elephants) |
|  |                                            |

|  | Elephas (voi châu Á)    |
|  |                         |
|  | †Mammuthus (voi ma mút) |
|  |                         |

|  | Loxodonta (voi châu Phi)                   |
|  |                                            |
|  | †Palaeoloxodon (straight-tusked elephants) |
|  |                                            |

|  | Elephas (voi châu Á)    |
|  |                         |
|  | †Mammuthus (voi ma mút) |
|  |                         |

|  | Loxodonta (voi châu Phi)                   |
|  |                                            |
|  | †Palaeoloxodon (straight-tusked elephants) |
|  |                                            |

|  | Elephas (voi châu Á)    |
|  |                         |
|  | †Mammuthus (voi ma mút) |
|  |                         |

|  | Loxodonta (voi châu Phi)                   |
|  |                                            |
|  | †Palaeoloxodon (straight-tusked elephants) |
|  |                                            |

|  | Elephas (voi châu Á)    |
|  |                         |
|  | †Mammuthus (voi ma mút) |
|  |                         |

|  | Loxodonta (voi châu Phi)                   |
|  |                                            |
|  | †Palaeoloxodon (straight-tusked elephants) |
|  |                                            |

|  | Elephas (voi châu Á)    |
|  |                         |
|  | †Mammuthus (voi ma mút) |
|  |                         |

|  | Loxodonta (voi châu Phi)                   |
|  |                                            |
|  | †Palaeoloxodon (straight-tusked elephants) |
|  |                                            |

|  | Elephas (voi châu Á)    |
|  |                         |
|  | †Mammuthus (voi ma mút) |
|  |                         |

|  | Loxodonta (voi châu Phi)                   |
|  |                                            |
|  | †Palaeoloxodon (straight-tusked elephants) |
|  |                                            |

|  | Elephas (voi châu Á)    |
|  |                         |
|  | †Mammuthus (voi ma mút) |
|  |                         |

|  | Loxodonta (voi châu Phi)                   |
|  |                                            |
|  | †Palaeoloxodon (straight-tusked elephants) |
|  |                                            |

|  | Elephas (voi châu Á)    |
|  |                         |
|  | †Mammuthus (voi ma mút) |
|  |                         |

|  | Loxodonta (voi châu Phi)                   |
|  |                                            |
|  | †Palaeoloxodon (straight-tusked elephants) |
|  |                                            |

|  | Elephas (voi châu Á)    |
|  |                         |
|  | †Mammuthus (voi ma mút) |
|  |                         |

|  | Loxodonta (voi châu Phi)                   |
|  |                                            |
|  | †Palaeoloxodon (straight-tusked elephants) |
|  |                                            |

|  | Elephas (voi châu Á)    |
|  |                         |
|  | †Mammuthus (voi ma mút) |
|  |                         |

|  | Loxodonta (voi châu Phi)                   |
|  |                                            |
|  | †Palaeoloxodon (straight-tusked elephants) |
|  |                                            |

|  | Elephas (voi châu Á)    |
|  |                         |
|  | †Mammuthus (voi ma mút) |
|  |                         |

|  | Loxodonta (voi châu Phi)                   |
|  |                                            |
|  | †Palaeoloxodon (straight-tusked elephants) |
|  |                                            |

|  | Elephas (voi châu Á)    |
|  |                         |
|  | †Mammuthus (voi ma mút) |
|  |                         |

|  | Loxodonta (voi châu Phi)                   |
|  |                                            |
|  | †Palaeoloxodon (straight-tusked elephants) |
|  |                                            |

|  | Elephas (voi châu Á)    |
|  |                         |
|  | †Mammuthus (voi ma mút) |
|  |                         |

|  | Loxodonta (voi châu Phi)                   |
|  |                                            |
|  | †Palaeoloxodon (straight-tusked elephants) |
|  |                                            |

|  | Elephas (voi châu Á)    |
|  |                         |
|  | †Mammuthus (voi ma mút) |
|  |                         |

|  | Loxodonta (voi châu Phi)                   |
|  |                                            |
|  | †Palaeoloxodon (straight-tusked elephants) |
|  |                                            |

|  | Elephas (voi châu Á)    |
|  |                         |
|  | †Mammuthus (voi ma mút) |
|  |                         |

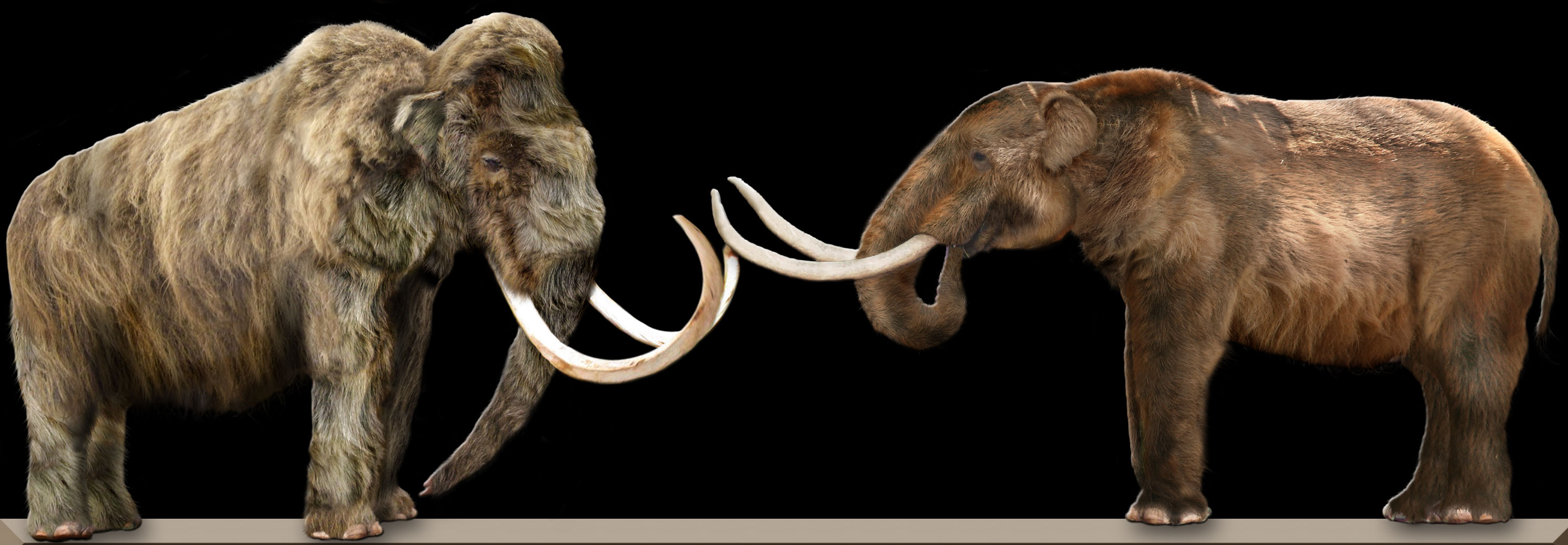
So sánh voi ma mút lông xoăn (trái) và voi răng mấu châu Mỹ (phải).

Do nhiều di cốt của các loài voi ma mút được tìm thấy tại nhiều nơi, nên người ta có thể phục dựng lịch sử tiến hóa của chi voi này thông qua các nghiên cứu hình thái. Các loài voi ma mút có thể được nhận dạng từ một số các gờ men răng trên răng hàm của chúng; các loài nguyên thủy có ít gờ, và số lượng gờ dần dần tăng lên khi các loài mới tiến hóa và thay thế các loài cũ. Cùng lúc đó, các chỏm răng cũng trở nên dài hơn, và hộp sọ thì cao hơn khi xét kích thước từ đỉnh đầu xuống đáy và ngắn hơn khi xét kích thước từ gáy tới trán theo thời gian để tích lũy điều này. Các thành viên đầu tiên đã được biết đến của chi Mammuthus có lẽ là các loài châu Phi là M. subplanifrons sinh sống trong thế Pliocen và M. africanavus sinh sống trong thế Pleistocen. Loài thứ nhất được cho là tổ tiên của loài thứ hai. Voi ma mút tiến vào châu Âu khoảng 3 Ma với loài sớm nhất đã biết là M. rumanus, với phạm vi sinh sống trải rộng khấu châu Âu cho tới Trung Quốc. Người ta chỉ biết các răng hàm của chúng, với 8-10 gờ men răng. Một quần thể đã tiến hóa đạt tới 12-14 gờ men răng; chia tách khỏi và thay thế cho loài sớm hơn, trở thành M. meridionalis. Kế tiếp theo, nó bị thay thế bởi voi ma mút thảo nguyên (M. trogontherii) với 18-20 gờ men răng, là loài đã tiến hóa ở Đông Á khoảng 1 Ma. Các loài voi ma mút phát sinh từ M. trogontherii đã tiến hóa răng hàm với 26 gờ men răng vào khoảng 0,2 Ma tại Siberia, và trở thành voi ma mút lông xoăn (Mammuthus primigenius). Voi ma mút Columbia (Mammuthus columbi) cũng tiến hóa từ một quần thể M. trogontherii đã tiến vào Bắc Mỹ. Một nghiên cứu di truyền năm 2011 chỉ ra rằng hai mẫu vật được kiểm tra của voi ma mút Columbia được gộp trong phạm vi của phân nhánh chứa voi ma mút lông xoăn. Điều này gợi ý rằng hai quần thể đã lai ghép với nhau và sinh ra con có khả năng sinh sản. Nó cũng gợi ý rằng dạng voi ma mút Bắc Mỹ được biết đến như là "Mammuthus jeffersonii" có thể chỉ là con lai của 2 loài nói trên.
Từ 3,0 Ma cho tới cuối thế Pleistocen, voi ma mút tại đại lục Á-Âu đã trải qua một sự biến đổi lớn, bao gồm sự co ngắn và nâng cao hộp sọ và hàm dưới, tăng chỉ số dài răng ở răng hàm, tăng số lượng gờ và sự mỏng dần của men răng. Do thay đổi mạnh mẽ này ở bề ngoài, người ta chia voi ma mút châu Âu thành các cụm có thể phân biệt được như sau: 
- Tiền Pleistocen: Mammuthus meridionalis
- Trung Pleistocen: Mammuthus trogontherii
- Hậu Pleistocen: Mammuthus primigenius

Có sự suy đoán về việc các biến đổi này đã xảy ra như thế nào ở 3 thời loài này. Các sai lệch về môi trường, thay đổi khí hậu và di cư cũng có vai trò trong quá trình tiến hóa của voi ma mút. Chẳng hạn, lấy ví dụ về M. primigenius, trong cuộc đời chúng, loài voi ma mút lông xoăn này có lẽ đã sinh sống trong các quần xã sinh vật đồng cỏ thưa. Môi trường thảo nguyên-lãnh nguyên lạnh ở Bắc bán cầu là lý tưởng để voi ma mút phát triển thịnh vượng do các nguồn thức ăn nó cung cấp. Với các đợt ấm lên trong thời kỳ băng hà thì khí hậu cũng sẽ thay đổi cảnh quan và những gì sẵn có cho voi ma mút bị thay đổi mạnh mẽ.

## Sự tuyệt chủng
Cho đến gần đây, người ta cho rằng con voi ma mút cuối cùng biến mất ở châu Âu và nam Siberia khoảng 12.000 năm trước đây, tuy nhiên có những khám phá dẫn đến kết luận là chúng còn sống ở đó khoảng 10000 năm trước đây. Không lâu sau đó voi ma mút cũng biến mất khỏi Siberia. Một nhóm nhỏ còn sống ở đảo St. Paul cho đến khoảng năm 3.750 TCN, và những con ma mút nhỏ  của vùng đảo Wrangel sống đến 1650 TCN. Những nghiên cứu mới đây về trầm tích tại Alaska cho thấy voi ma mút còn sống ở lục địa châu Mỹ cho đến 10.000 năm trước đây.
Cho tới nay người ta vẫn chưa thể giải thích dứt khoát tại sao voi ma mút bị tuyệt chủng như thế. Có thể do thời tiết nóng lên khoảng 12.000 năm trước đây, rồi sau đó các tảng băng tan ra và thụt ra biển khiến cho mặt biển dâng lên, có thể đây là một yếu tố. Rừng rú bị thay thế bởi đồng cỏ trong lục địa. Môi trường sinh sống của voi ma mút cũng do dó mà bị thu hẹp lại. Tuy nhiên những thay đổi về thời tiết như thế đã xảy ra trước đây. Nhiều giai đoạn ấm rất tương tự như thế đã xảy ra trong kỷ băng hà xảy ra trong nhiều triệu năm đã không gây ra tuyệt chủng cho loài sinh vật, do đó chỉ một mình khí hậu không đóng vai trò quyết định ở đây. Sự xuất hiện của những thợ săn thiện nghệ ở lục địa Á-Âu và châu Mỹ vào khoảng thời gian sự tuyệt chủng xảy ra có thể đóng vai trò lớn lao khiến voi ma mút biến mất.
Voi ma mút tuyệt chủng do khí hậu thay đổi hay bị con người săn bắt quá độ vẫn còn là một vấn đề tranh cãi. Một giả thuyết khác cho rằng voi ma mút có thể bị mắc phải một chứng viêm vi trùng. Một giả thích họp lý cho sự tuyệt chủng của voi ma mút là do khí hậu kết hợp với bị con người săn bắt. Homo erectus đã bắt đầu tiêu thụ thịt voi ma mút khoảng 1,8 triệu năm trước đây. Có dấu hiệu ở Ucraina cho thấy người người Neanderthal xây nhà dùng xương voi ma mút.
Tuy nhiên Viện Khoa học Sinh học Mỹ khám phá ra rằng xương voi ma mút chết nằm lại trên mặt đất và sau đó bị các con voi ma mút khác giẫm lên cũng mang những dấu vết tương tự như là bị người ta làm thịt, do dó cũng có thể giả thuyết cho rằng loài người sát hại voi ma mút vì thịt cũng không hẳn đúng.

## Kích thước

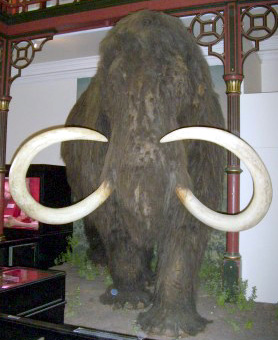
Hình tái tạo kích thước thật của một loài voi ma mút là voi ma mút lông xoăn tại Bảo tàng Ipswich, Ipswich, Suffolk
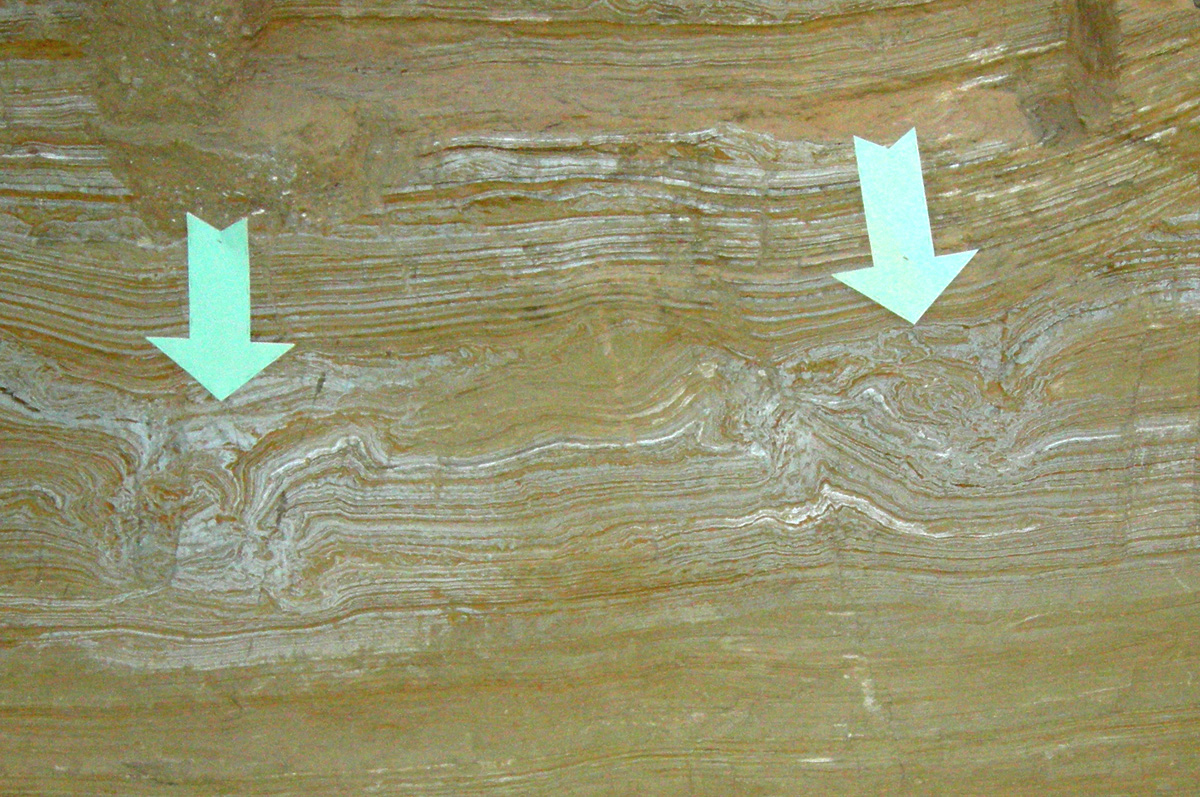
Tiết diện của dấu chân voi ma mút (một kiểu hóa thạch dấu vết) tại The Mammoth
Phần còn sót lại của một con voi ma mút non được bảo tồn tại Lucerne,Thụy Sĩ.
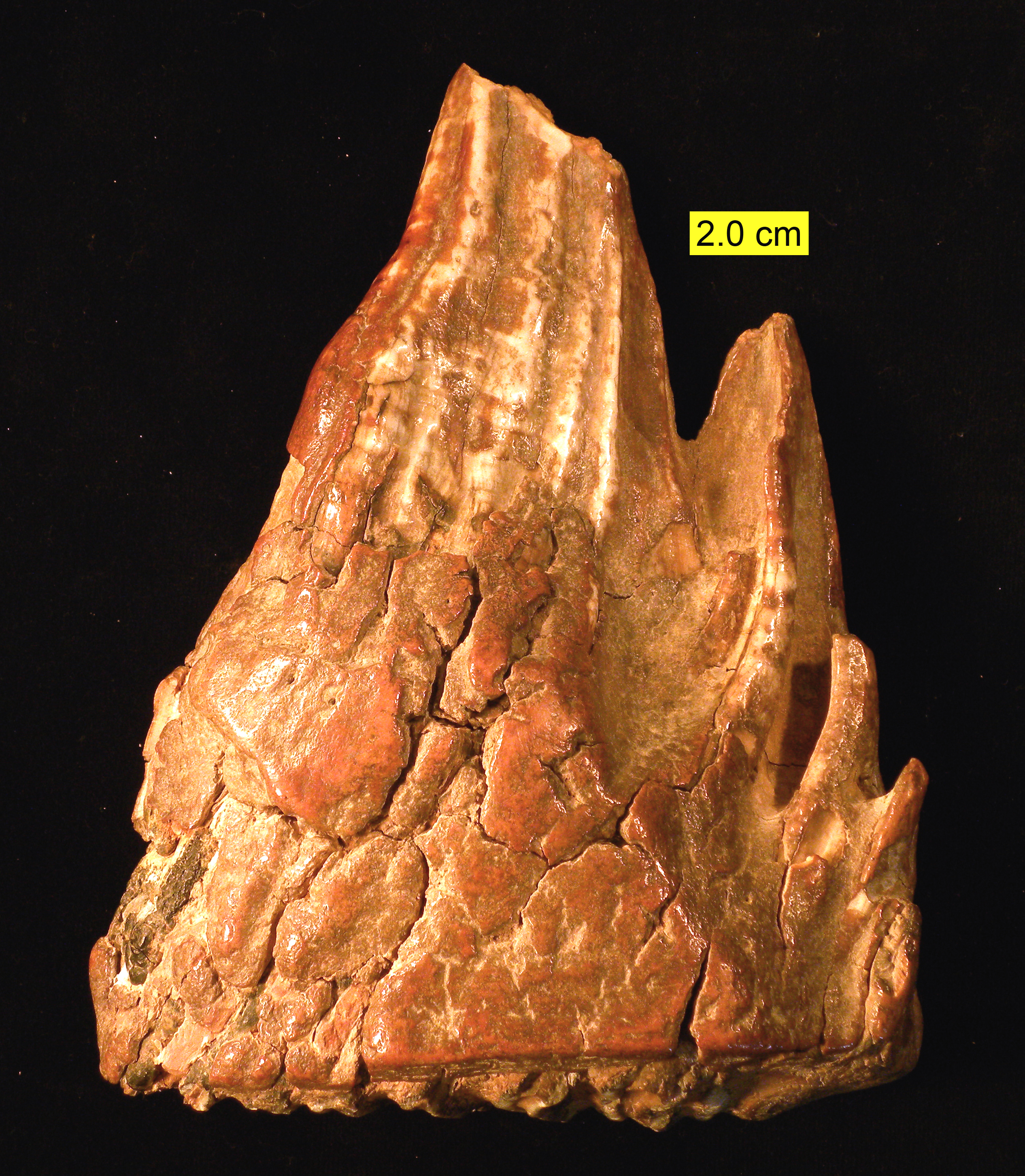
Mammuthus
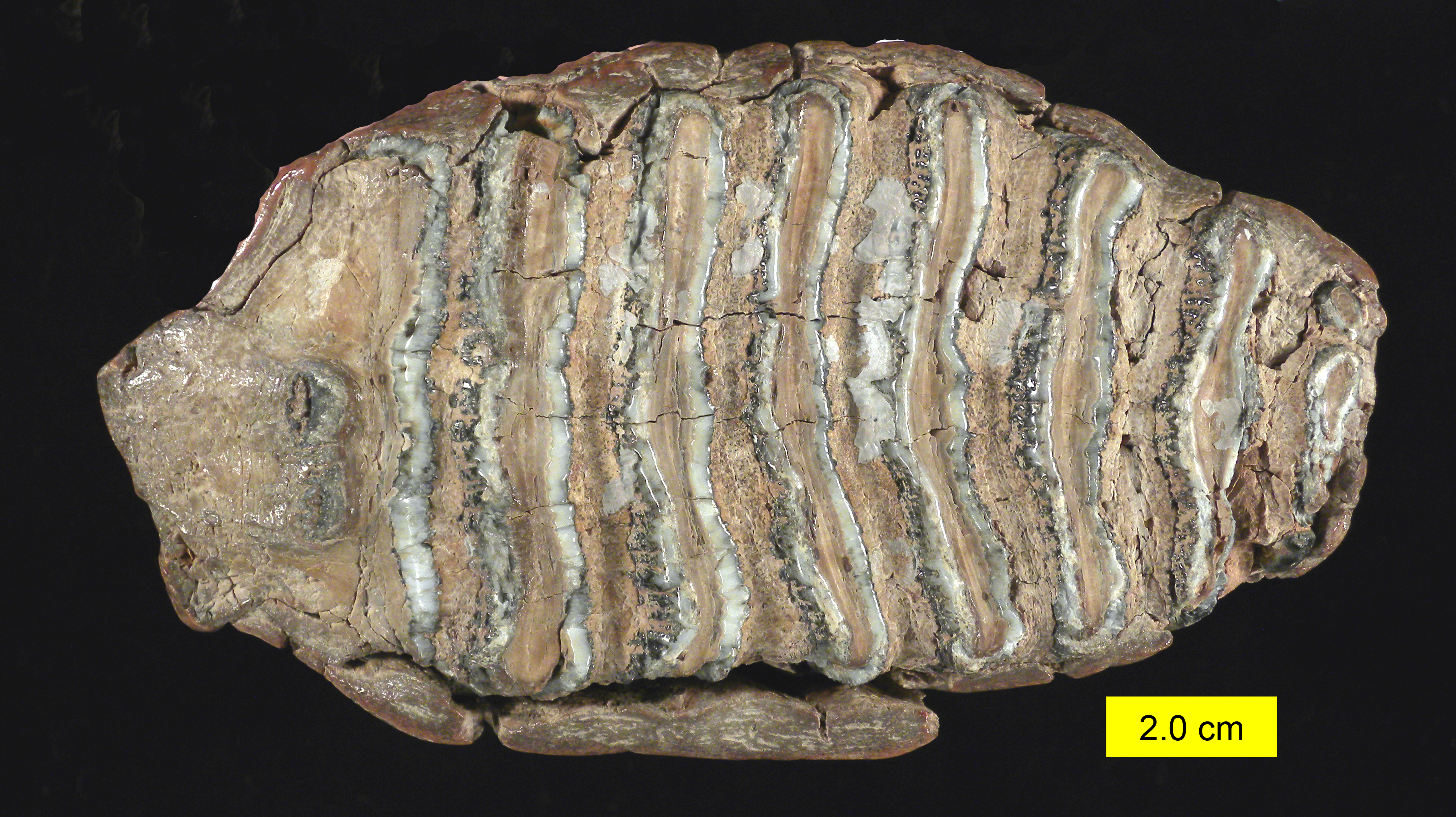
Mammuthus